# جهاز بيانات طرفي

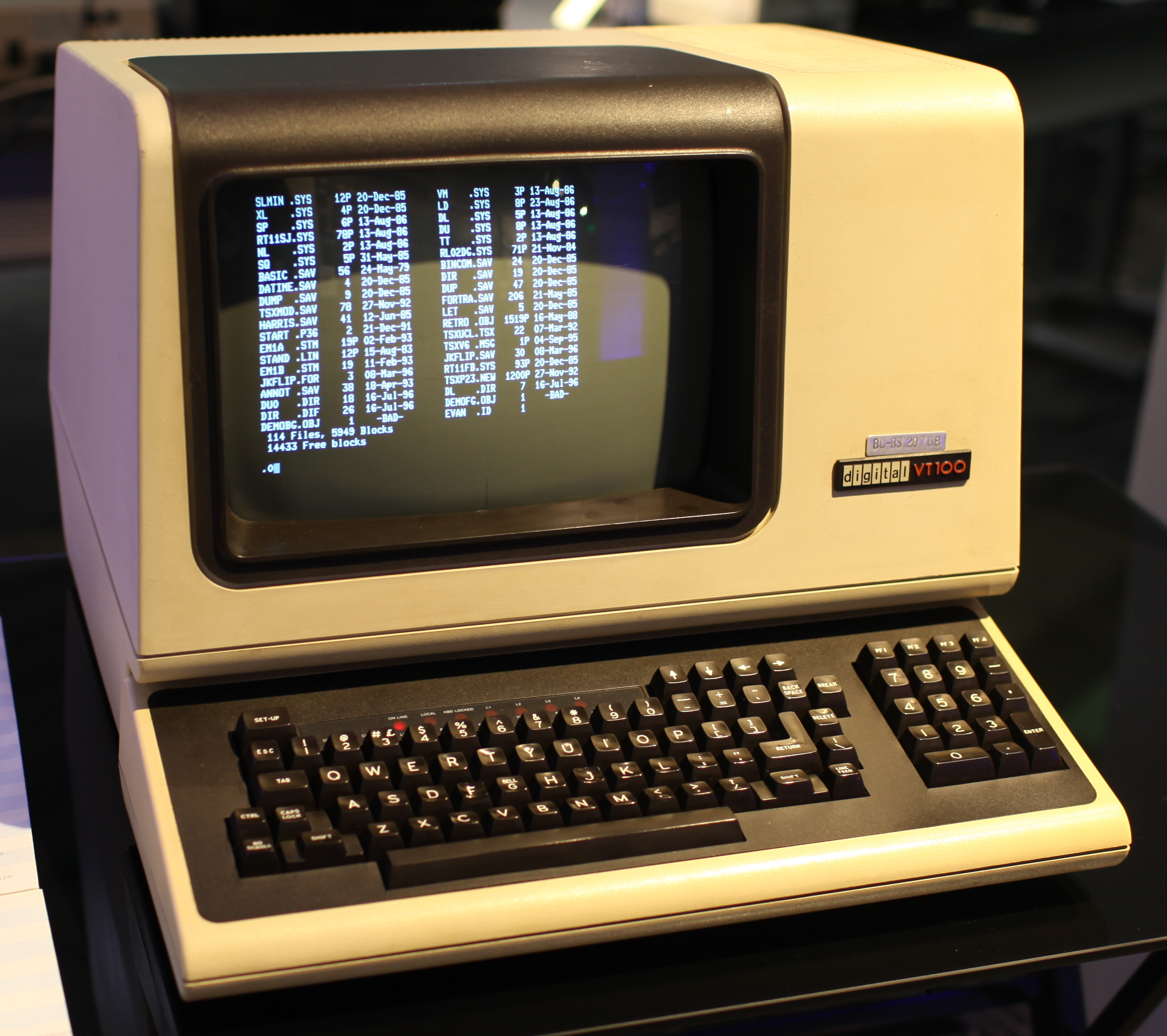

دي تي إي أو معدات محطة البيانات DTE (بالإنجليزية: Data Terminal Equipment)‏ هو جهاز يتحكم بتدفق البيانات من وإلى الحاسوب، ويعتبر عقدة أو جهاز في الشبكة. ممكن أن يكون مصدر أو وجهة بيانات أو كليهما. يمكن من استخدام برتوكولات الوصل لتبادل البيانات. يتمكن من الوصول إلى بيانات الشبكة عن طريق DCE باستخدام نبضات الساعة التي يقوم DCE بتوليدها. يعبر DTE عملياً عن الحاسب، وDCE عن المودم. ويمكن لـ DTE أن يحتوي على مترجمات البرتوكولات، نواخب. RS-232 هو الجزء الذي يعبر عادةً عن الإرسال بشكل تسلسلي ويربط بين DTE و DCE، وذلك عن طريق الدبابيس (Pins) الموجودة عليه من خلال تبادل الإشارات.

## أمثلة عن DTE
- طابعات
- حواسيب
- موجهات
- طرفيات تابعة
- مخدمات التطبيقات والملفات